# Hans Larwin
Hans Larwin (6 de desembre de 1873 - 17 de novembre de 1938) va ser un pintor i acadèmic austrohongarès.

## Vida i carrera artística

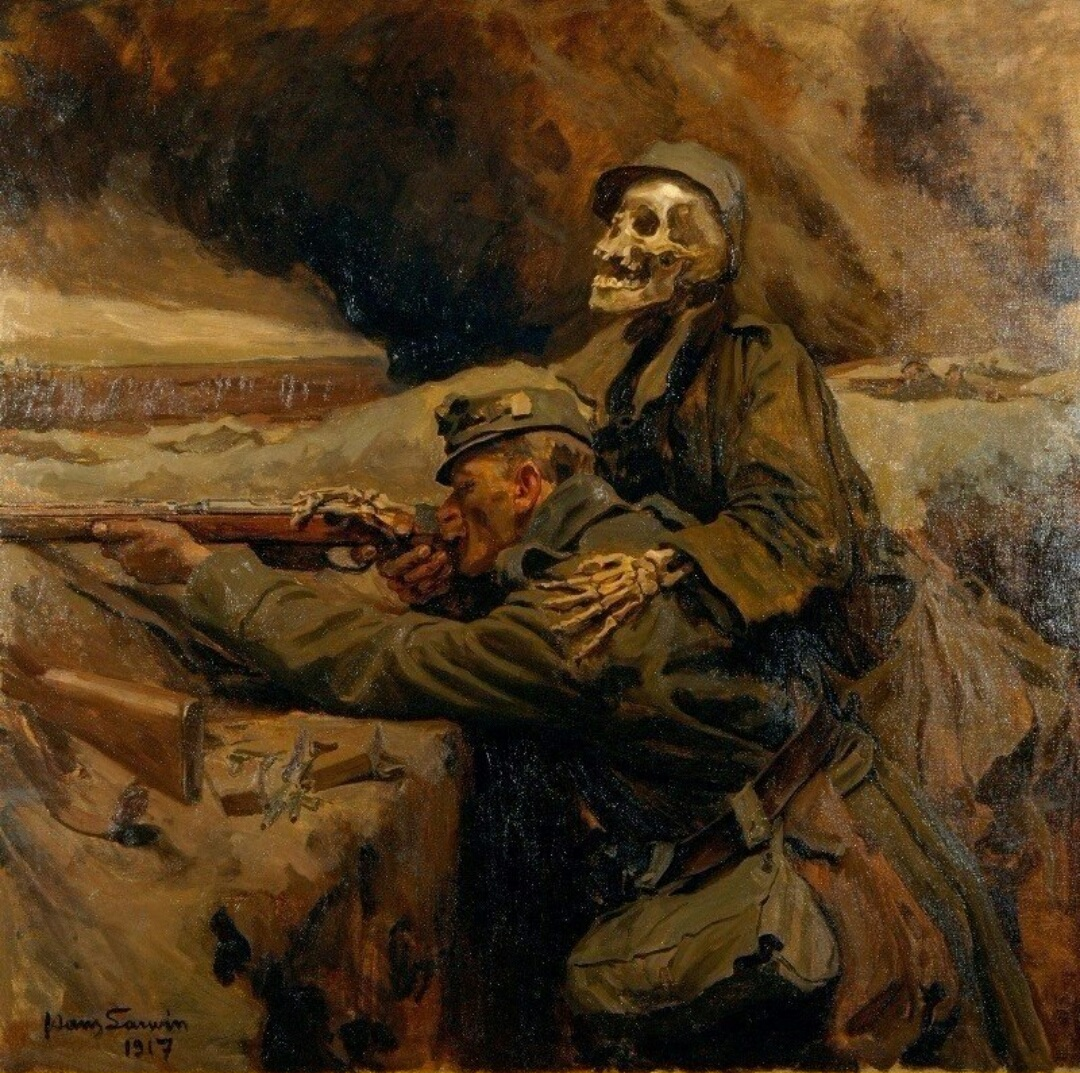
Soldat und Tod (Soldat i la Mort)

Larwin era el fill d'un enquadernador, Johann Larwin, i la seva esposa, Karoline Veihinger. Va assistir a una Kunstgewerbeschule (escola d'arts professionals austríaca) a Viena i va estudiar des de 1889 a l'Acadèmia de Belles Arts. Va estudiar amb artistes com Christian Griepenkerl el 1891, des de 1893 amb August Eisenmenger i el 1894 amb Kazimierz Pochwalski.
Al voltant de 1900, Larwin va realitzar nombrosos viatges d'estudi a Roma, Múnic, París i els Països Baixos. El 1902 es va convertir en membre de la galeria Vienna Künstlerhaus i hi va fer les seves primeres exposicions. També va ser membre de l'associació d'artistes Alte Welt. Durant la Primera Guerra Mundial, va participar com a pintor de guerra oficial en diversos fronts per a la monarquia austrohongaresa. En aquesta feina, va representar sovint els aspectes més sòrdids de la guerra, amb quadres com ara Soldat und Tod (Soldat i la Mort) o Am Stephansplatz.
Després d'una estada a Chicago (1922-24) Larwin va viure entre 1925 i 1927 a Eslovàquia, Hongria i Iugoslàvia. El 1927 va tornar a Viena, on es va convertir en professor i director de l'escola general de pintura a l'Acadèmia de Belles Arts de Viena el 1930. També va impartir classes a l'Institut Superior Federal d'Educació i Recerca.

## Obra
Hans Larwin és conegut principalment com a pintor de gènere dels suburbis vienesos i d'escenes de la vida quotidiana vienesa, però també es va dedicar al retratisme. Les seves tècniques preferides eren la pintura a l'oli i el pastel a més del dibuix.